# Lijst van encyclieken van paus Franciscus
Dit artikel bevat een lijst van encyclieken van paus Franciscus.
|    | Titel (Latijn) | Onderwerp                                   | Datum           |
| -- | -------------- | ------------------------------------------- | --------------- |
| 1. | Lumen Fidei    | Licht van het geloof                        | 29 juni 2013    |
| 2. | Laudato Si'    | Zij geprezen (mijn Heer)                    | 18 juni 2015    |
| 3. | Fratelli tutti | Over broederlijkheid en sociale vriendschap | 3 oktober 2020  |
| 4. | Dilexit nos    | Hij heeft ons liefgehad                     | 24 oktober 2024 |